# William Butler
William Pierce Butler, född 6 oktober 1982 i Truckee i Kalifornien, är en amerikansk musiker och låtskrivare i det kanadensiska indierock-bandet Arcade Fire. Hans bror, Win Butler, är bandets frontfigur.
Butler spelar bas, gitarr, trummor och synth.
Will Butler växte upp i förorterna utanför Houston dit hans familj flyttade när han var två år. Hans familj hade ärvt många instrument som han och brodern Win roade sig med.
Butler debuterade i mars 2015 som soloartist med albumet "Policy".